# Carolyn Seaward
Carolyn Ann Seaward (Yelverton, Devon, Inglaterra, 20 de diciembre de 1960) es una exreina de belleza y actriz. Ganó Miss Inglaterra y Miss Reino Unido en 1979: como Miss Inglaterra fue segunda finalista en Miss Universo 1979 y como Miss Reino Unido fue primera finalista en Miss Mundo 1979. Es una de las tres británicas que junto con Rosemarie Frankland y Helen Morgan, ha terminado entre las tres primeras en los concursos de Miss Universo y Miss Mundo. Seaward es más conocida por su participación en 1983 en la película Octopussy de la franquicia de James Bond, y en el capítulo I Was Once a Beauty Queen de la serie de televisión Wonderland en 2012.

## Espectáculo

### Miss Universo
Seaward se convirtió en Miss Inglaterra en 1979 y representó a su país en Perth, Australia Occidental en Miss Universo 1979 en julio, ganando el Photogenic Award (Premio a fotogénica) y posicionándose como segunda finalista ante la eventual ganadora Maritza Sayalero de Venezuela. La primera finalista fue Gina Swainson de Bermudas. Seaward (desde 2014) sigue siendo la última mujer inglesa en llegar a los tres primeros lugares en Miss Universo.

### Miss Mundo
En el otoño de 1979 ganó el concurso de Miss Reino Unido, y pasó a representar al Reino Unido en noviembre en Miss Mundo 1979, esta vez ubicándose como primer finalista. La ganadora del título de Miss Mundo fue Gina Swainson de Bermudas, la primera finalista de Miss Universo. El segundo puesto de Seaward la convirtió en la tercera reina de belleza británica, y solo en una de Inglaterra, para llegar a los tres primeros en Miss Universo y Miss Mundo.
Seaward también apareció en la película de James Bond de 1983, Octopussy. En 2012, apareció en la serie documental BBC Two Wonderland, en el episodio I Was Once a Beauty Queen (Una vez fui una reina de belleza).